# تنگ شهریاری
 تنگ شهریاری نام یکی از روستاهای استان فارس و شهرستان خنج است. این روستا دارای تابستان‌های گرم و زمستان‌های معتدل است و اگر بارندگی خوب باشد دارای بهاری دل انگیز است. این روستا از موهبت‌های زیادی بر خوردار است، و جنگل‌هایی از درختان صحاریی مانند:
کُور، کُنار، کِرت، سمر، کُوهِنگ، سَلَم  روستا را احاطه نموده است.